# Bisericile rupestre de la Ivanovo
Bisericile săpate în stâncă de la Ivanovo (în bulgară Ивановски скални църкви, Ivanovski skalni țărkvi) sunt mai multe biserici, capele și mănăstiri rupestre monolitice săpate în stâncă și total diferite de alte complexe monastice din Bulgaria, aflate în apropierea satului Ivanovo, 20 km sud de Ruse, pe malurile stâncoase ale  râului Rusenski Lom, la 32 m deasupra râului. Complexul este remarcat pentru frescele sale medievale bine păstrate.

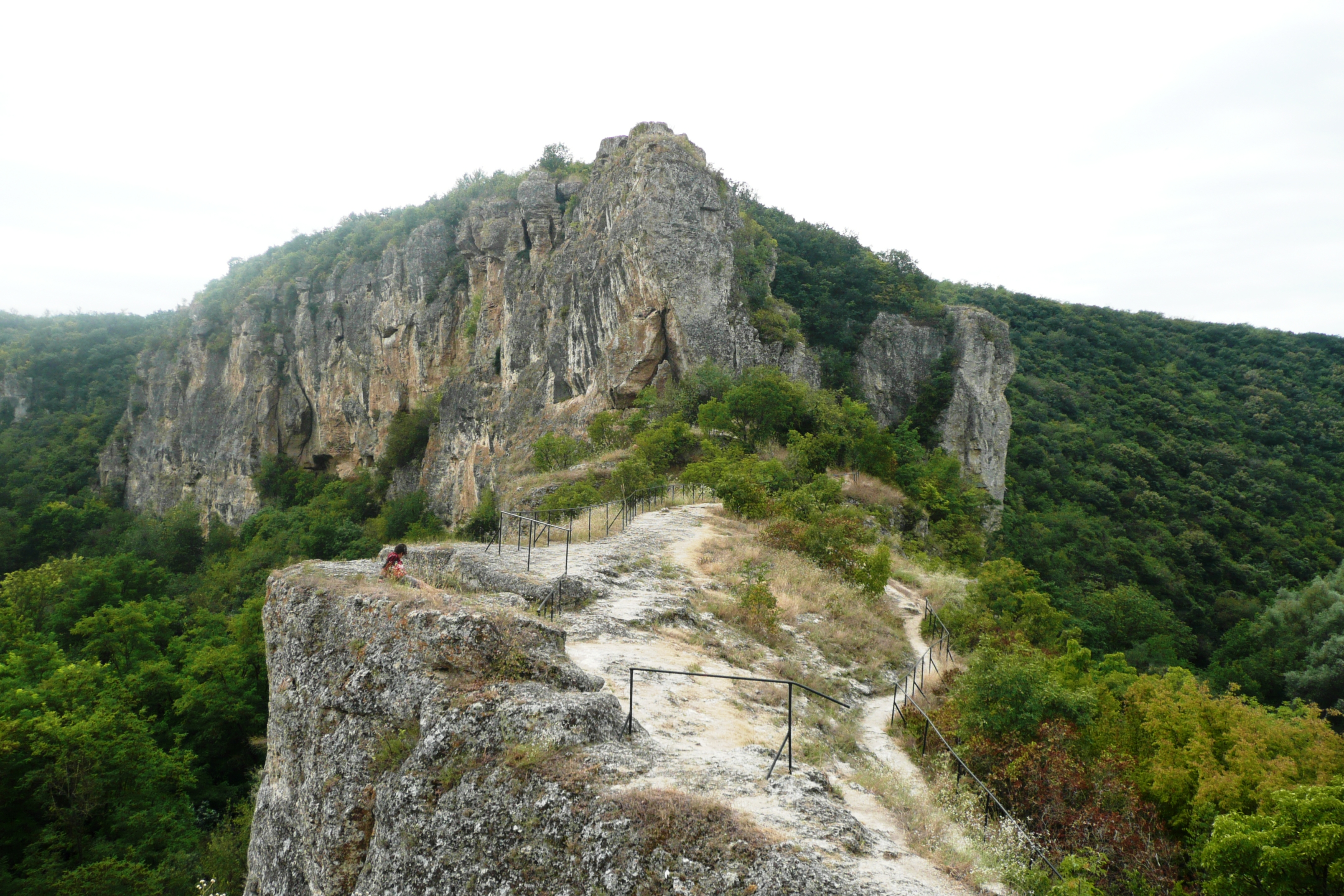
Stâncile de la Ivanovo lângă complexul religios

Peșterile din regiune erau locuite de călugări din anii 1220, când mănăstirea a fost înființată de viitorul patriarh al Bisericii Ortodoxe Bulgare, Ioachim, și până în secolul al XVII-lea. Chiliile, paraclisele și bisericile au fost săpate în stâncă solidă. La apogeul complexului monastic, numărul bisericilor era de 40, și al celorlalte încăperi, de 300, dintre care majoritatea sunt păstrate și astăzi.
Conducători ai celui de al Doilea Imperiu Bulgar, cum ar fi Ivan Alexandru și Ioan Asan al II-lea au efectuat frecvent donații, așa cum arată și portretele lor de ctitor din unele biserici. Printre alți susținători ai mănăstirilor s-au numerat nobili din capitala Tărnovo și din orașul medieval Cerven, cu care complexul monastic a avut legături puternice în secolele al XIII-lea și al XIV-lea. A fost un centru de isihasm în țara bulgărească în secolul al XIV-lea și a continuat să existe și în primele secole ale cuceririi otomane a Bulgariei, dar s-a stins treptat.
Faima complexului este datorată în special frescelor din secolele al XIII-lea și al XIV-lea, păstrate în 5 dintre biserici, exemple de artă medievală bulgărească. Între încăperile folosite de călugări se numără paraclisul Sf. Arhanghel Mihail („Biserica Îngropată”), baptisteriul, paraclisul Gospodev Dol, biserica Sf. Teodora („Biserica Dărâmată”) și biserica principală, cu picturi mural din secolul al XIV-lea, aceasta din urmă fiind cea mai cunoscută din situl de la Ivanovo și un exemplu de artă din vremea Paleologilor. Multe inscripții seculare s-au păstrat în zona mănăstirii, inclusiv celebra inscripție în relief a călugărului Ivo Gramatik din 1308–1309.
Bisericile săpate în stâncă de la Ivanovo au fost incluse pe lista patrimoniului mondial UNESCO în 1979.